# Česká extraliga v házené mužů 2023/2024
Sezóna 2023/2024 byla 31. ročníkem České extraligy, nejvyšší české ligové soutěže v házené mužů.
Titul z předchozího roku obhajoval SSK Talent M.A.T. Plzeň, který ve finále porazil tým HCB OKD Karviná v sérii 3:2 na zápasy.
Stejně jako v předešlých letech však po finálové sérii titul českého mistra vystřídal držitele, když byl Baník Karviná úspěšnější než Talent Plzeň poměrem 3:1 na zápasy. Třetí místo obsadil HK Město Lovosice.

## Účastníci
V sezóně 2023/24 se České extraligy zúčastnilo 13 klubů, tedy o jeden méně než v předchozí sezóně. Po vzájemné dohodě do nové sezóny nenastoupil tým slovenského mistra Tatran Prešov. Extraligovou příslušnost v baráži udržely týmy TJ Cement Hranice a SHC Maloměřice Brno.
| Tým                      | Město         | Stadion                         |
| ------------------------ | ------------- | ------------------------------- |
| HBC JVP Strakonice 1921  | Strakonice    |                                 |
| SHC Maloměřice Brno      | Brno          | Sportovní hala Maloměřice       |
| SKKP Handball Brno       | Brno          |                                 |
| HC ROBE Zubří            | Zubří         | ROBE Aréna                      |
| TJ Sokol Nové Veselí     | Nové Veselí   | Sportovní hala Městyse          |
| SSK Talent M.A.T. Plzeň  | Plzeň         | Městská sportovní hala Plzeň    |
| TJ Cement Hranice        | Hranice       |                                 |
| Pepino SKP Frýdek-Místek | Frýdek-Místek | Hala SŠED Pionýrů 2069          |
| HK FCC Město Lovosice    | Lovosice      |                                 |
| KH Kopřivnice            | Kopřivnice    | Sportovní hala ZŠ Emila Zátopka |
| HBC Ronal Jičín          | Jičín         | Městská sportovní hala Jičín    |
| HCB OKD Karviná          | Karviná       | Hala STARS Karviná              |
| HC Dukla Praha           | Praha         | Sportovní centrum Řepy          |

## Základní část
| Poř. | Tým                      | Z  | V  | R | P  | VG  | OG  | B  | Pozn.     |
| ---- | ------------------------ | -- | -- | - | -- | --- | --- | -- | --------- |
| 1    | M.A.T. Plzeň             | 24 | 21 | 2 | 1  | 792 | 635 | 44 | Play-off  |
| 2    | HCB Karviná              | 24 | 18 | 2 | 4  | 702 | 564 | 38 | Play-off  |
| 3    | HK FCC Město Lovosice    | 24 | 16 | 2 | 6  | 778 | 699 | 34 | Play-off  |
| 4    | KH ISMM Kopřivnice       | 24 | 15 | 1 | 8  | 724 | 682 | 31 | Play-off  |
| 5    | Dukla Praha              | 24 | 15 | 1 | 8  | 778 | 700 | 31 | Play-off  |
| 6    | HC ROBE Zubří            | 24 | 13 | 2 | 9  | 717 | 661 | 28 | Play-off  |
| 7    | SKKP Handball Brno       | 24 | 13 | 0 | 11 | 656 | 670 | 26 | Play-off  |
| 8    | Pepino SKP Frýdek-Místek | 24 | 10 | 3 | 11 | 733 | 705 | 23 | Play-off  |
| 9    | TJ Sokol Nové Veselí     | 24 | 9  | 2 | 13 | 648 | 664 | 20 | O udržení |
| 10   | O2xyworld HBC Jičín      | 24 | 9  | 1 | 14 | 682 | 721 | 19 | O udržení |
| 11   | HBC JVP Strakonice 1921  | 24 | 4  | 0 | 20 | 656 | 794 | 8  | O udržení |
| 12   | TJ Cement Hranice        | 24 | 3  | 0 | 21 | 575 | 731 | 6  | O udržení |
| 13   | SHC Maloměřice Brno      | 24 | 2  | 0 | 22 | 577 | 792 | 4  | O udržení |

|  | Postup do play-off |
|  | Skupina o udržení  |

## Vyřazovací část (play-off)
|  | Čtvrtfinále       | Čtvrtfinále    |             |                | Semifinále   | Semifinále  |  |  | Finále | Finále |
|  |                   |                |             |                |              |             |  |  |        |        |
|  |                   |                |             |                |              |             |  |  |        |        |
|  |                   |                |             |                |              |             |  |  |        |        |
|  | (1) Plzeň         | 3              |             |                |              |             |  |  |        |        |
|  | (1) Plzeň         | 3              |             |                |              |             |  |  |        |        |
|  | (8) Frýdek-Místek | 0              |             |                |              |             |  |  |        |        |
|  | (8) Frýdek-Místek | 0              | (1) Plzeň   | 3              |              |             |  |  |        |        |
|  |                   |                | (1) Plzeň   | 3              |              |             |  |  |        |        |
|  |                   | (4) Kopřivnice | 0           |                |              |             |  |  |        |        |
|  | (4) Kopřivnice    | (4) Kopřivnice | 0           | 3              |              |             |  |  |        |        |
|  | (4) Kopřivnice    |                |             | 3              |              |             |  |  |        |        |
|  | (5) Dukla Praha   | 2              |             |                |              |             |  |  |        |        |
|  | (5) Dukla Praha   | 2              | (1) Plzeň   | 1              |              |             |  |  |        |        |
|  |                   |                | (1) Plzeň   | 1              |              |             |  |  |        |        |
|  |                   | (2) Karviná    | 3           |                |              |             |  |  |        |        |
|  | (2) Lovosice      | (2) Karviná    | 3           | 3              |              |             |  |  |        |        |
|  | (2) Lovosice      |                |             | 3              |              |             |  |  |        |        |
|  | (7) Zubří         | 1              |             |                |              |             |  |  |        |        |
|  | (7) Zubří         | 1              | (2) Karviná | 3              | Třetí místo  | Třetí místo |  |  |        |        |
|  |                   |                | (2) Karviná | 3              | Třetí místo  | Třetí místo |  |  |        |        |
|  |                   | (3) Lovosice   | 1           |                |              |             |  |  |        |        |
|  | (3) Karviná       | (3) Lovosice   | 1           | 3              | (3) Lovosice | 3           |  |  |        |        |
|  | (3) Karviná       |                |             | 3              | (3) Lovosice | 3           |  |  |        |        |
|  | (6) Brno          | 0              |             | (4) Kopřivnice | 1            |             |  |  |        |        |
|  | (6) Brno          | 0              |             |                | 1            |             |  |  |        |        |
|  |                   |                |             |                |              |             |  |  |        |        |
|  |                   |                |             |                |              |             |  |  |        |        |

Čtvrtfinále
| Tým 1                 | Série | Tým 2                    | Zápasy | Zápasy | Zápasy | Zápasy | Zápasy |
| --------------------- | ----- | ------------------------ | ------ | ------ | ------ | ------ | ------ |
| M.A.T. Plzeň          | 3:0   | Pepino SKP Frýdek-Místek | 35:33  | 33:23  | 41:27  |        |        |
| HK ISMM Kopřivnice    | 3:2   | Dukla Praha              | 35:36  | 30:26  | 23:27  | 32:29  | 32:30  |
| HK FCC Město Lovosice | 3:1   | HC ROBE Zubří            | 34:29  | 34:31  | 37:38  | 25:24  |        |
| HCB OKD Karviná       | 3:0   | SKKP Handball Brno       | 26:17  | 25:22  | 32:27  |        |        |

Semifinále
| Tým 1           | Série | Tým 2                 | Zápasy | Zápasy | Zápasy | Zápasy | Zápasy |
| --------------- | ----- | --------------------- | ------ | ------ | ------ | ------ | ------ |
| M.A.T. Plzeň    | 3:0   | HK ISMM Kopřivnice    | 40:26  | 28:20  | 27:26  |        |        |
| HCB OKD Karviná | 3:1   | HK FCC Město Lovosice | 36:34  | 26:28  | 35:21  | 32:31  |        |

O bronz
| Tým 1                 | Série | Tým 2              | Zápasy | Zápasy | Zápasy | Zápasy | Zápasy |
| --------------------- | ----- | ------------------ | ------ | ------ | ------ | ------ | ------ |
| HK FCC Město Lovosice | 3:1   | HK ISMM Kopřivnice | 30:26  | 28:35  | 35:26  | 28:25  |        |

Finále
| Tým 1        | Série | Tým 2           | Zápasy | Zápasy | Zápasy | Zápasy | Zápasy |
| ------------ | ----- | --------------- | ------ | ------ | ------ | ------ | ------ |
| M.A.T. Plzeň | 1:3   | HCB OKD Karviná | 30:25  | 34:36  | 26:27  | 27:35  |        |

## Skupina o 5.–8.místo
1. kolo
| Tým 1           | Série | Tým 2             | Zápasy | Zápasy |
| --------------- | ----- | ----------------- | ------ | ------ |
| (5) Dukla Praha | 1-0-1 | (8) Frýdek-Místek | 36:34  | 31:32  |
| (6) Zubří       | 1-0-1 | (7) Brno          | 25:39  | 31:24  |

O 5. místo
| Tým 1           | Série | Tým 2    | Zápasy | Zápasy |
| --------------- | ----- | -------- | ------ | ------ |
| (5) Dukla Praha | 1-0-1 | (7) Brno | 26:33  | 28:23  |

O 7. místo
| Tým 1     | Série | Tým 2             | Zápasy | Zápasy |
| --------- | ----- | ----------------- | ------ | ------ |
| (6) Zubří | 1-0-1 | (8) Frýdek-Místek | 30:35  | 31:29  |

## Skupina o udržení
Do skupiny o udržení si týmy přenesly body ze základní části.
| Poř. | Tým                     | Z | V | R | P | VG  | OG  | B  | Pozn.  |
| ---- | ----------------------- | - | - | - | - | --- | --- | -- | ------ |
| 1    | O2xyworld HBC Jičín     | 8 | 7 | 1 | 0 | 258 | 216 | 34 |        |
| 2    | TJ Sokol Nové Veselí    | 8 | 4 | 0 | 4 | 236 | 226 | 28 |        |
| 3    | HBC JVP Strakonice 1921 | 8 | 3 | 1 | 4 | 230 | 234 | 15 |        |
| 4    | SHC Maloměřice Brno     | 8 | 3 | 2 | 3 | 242 | 235 | 12 | Baráž  |
| 5    | TJ Cement Hranice       | 8 | 1 | 0 | 7 | 192 | 247 | 8  | Sestup |

## Konečné umístění
| Zlatá medaile    | HCB OKD Karviná          |
| Stříbrná medaile | SSK Talent M.A.T. Plzeň  |
| Bronzová medaile | HK FCC Město Lovosice    |
| 4                | KH ISMM Kopřivnice       |
| 5                | SKKP Handball Brno       |
| 6                | HC Dukla Praha           |
| 7                | Pepino SKP Frýdek-Místek |
| 8                | HC ROBE Zubří            |
| 9                | O2xyworld HBC Jičín      |
| 10               | TJ Sokol Nové Veselí     |
| 11               | HBC JVP Strakonice 1921  |
| 12               | SHC Maloměřice Brno      |
| 13               | TJ Cement Hranice        |

## Baráž
V baráži o udržení v extralize proti sobě nastoupil předposlední tým extraligy proti druhému nejvýše postavenému týmu 2. nejvyšší soutěže. Svou příslušnost v elitní skupině si zachoval tým SHC Maloměřice Brno.
| Tým 1          | Série | Tým 2               | Zápasy | Zápasy |
| -------------- | ----- | ------------------- | ------ | ------ |
| Tatran Litovel | 1-0-1 | SHC Maloměřice Brno | 34:39  | 25:23  |